# Международный теннисный турнир в Мемфисе 2012
Международный теннисный турнир в Мемфисе (США) 2012 — профессиональный международный теннисный турнир, проводимый как ATP (в серии ATP 500), так и WTA (в международной серии). Соревнования проходили с 17 по 26 февраля.
Прошлогодние победители:
- мужчины одиночки —  Энди Роддик
- женщины одиночки —  Магдалена Рыбарикова
- мужчины пары —  Максим Мирный /  Даниэль Нестор
- женщины пары —  Ольга Говорцова /  Алла Кудрявцева

## Соревнования

### Одиночные турниры

#### Мужчины
Юрген Мельцер обыграл  Милоша Раонича со счётом 7-5, 7-6(4).
- Юрген Мельцер выигрывает 1й титул в сезоне и 4й за карьеру в основном туре ассоциации.
- Милош Раонич уступает оба своих финала турниров основного тура ассоциации на кортах Мемфиса.

#### Женщины
София Арвидссон обыграла  Марину Эракович со счётом 6-3, 6-4.
- Три из своих четырёх финалов на турнирах ассоциации София Арвидссон проводит в Мемфисе. Дважды этот решающий матч выигрывается.
- Марина Эракович уступает оба своих финала на соревнованиях тура ассоциации.

### Парные турниры

#### Мужчины
Максим Мирный /  Даниэль Нестор обыграли  Ивана Додига /  Марсело Мело со счётом 4-6, 7-5, [10-7].
- Максим Мирный выигрывает 2й титул в сезоне и 43й за карьеру в основном туре ассоциации.
- Даниэль Нестор выигрывает 2й титул в сезоне и 77й за карьеру в основном туре ассоциации.

#### Женщины
Андреа Главачкова /  Луция Градецкая обыграли  Веру Душевину /  Ольгу Говорцову со счётом 6-3, 6-4.
- Андреа Главачкова выигрывает 2й титул в сезоне и 10й за карьеру в туре ассоциации.
- Луция Градецкая выигрывает 2й титул в сезоне и 13й за карьеру в туре ассоциации.